# Калиновская (Костромская область)
Калиновская — деревня в Кадыйском районе Костромской области. Входит в состав Столпинского сельского поселения.

## География
Находится в юго-восточной части Костромской области на расстоянии приблизительно 45 км на юг-юго-запад по прямой от районного центра поселка Кадый на левобережье Волги.

## История
Известна была с 1872 года как деревня с 13 дворами, в 1907 году отмечено здесь было 35 дворов.

## Население
Постоянное население составляло 109 человек (1872 год), 159 (1897), 233 (1907), 5 в 2002 году (русские 100 %), 0 в 2022.